# Nils Öfverman
Nils Vilhelm Gottfrid Öfverman, ursprungligen Johansson, född 4 november 1896 i Stockholm, död 16 april 1972, var en svensk inredningsarkitekt. 
Öfverman som var son till målarmästare Gottfrid Öfverman och Agnes Andersson, studerade vid Högre Konstindustriella Skolan 1913–1918. Han anställdes som inredningsarkitekt hos AB Svenska Möbelfabrikerna i Stockholm 1918, hos arkitekt Ernst Torulf i Göteborg för inredning av Centralposthuset 1923, blev inrednings- och möbelarkitekt vid Nordiska Kompaniet 1924 och var chefsarkitekt där från 1938. Nils Öfverman är begravd på Norra begravningsplatsen utanför Stockholm.